# Mieczysław Mazurek (lekarz)
Mieczysław Jan Mazurek (ur. 12 lipca 1939 w Przemyślu) – polski lekarz (specjalista z zakresu ginekologii, położnictwa i organizacji ochrony zdrowia), poseł na Sejm PRL IX kadencji.

## Życiorys
W 1963 uzyskał tytuł zawodowy lekarza medycyny w Akademii Medycznej w Lublinie, po czym pracował w szpitalu miejskim w Tomaszowie Lubelskim. Od 1981 pełnił funkcję dyrektora Wojewódzkiego Szpitala Zespolonego w Kaliszu. W latach 1985–1989 sprawował mandat posła na Sejm PRL IX kadencji w okręgu Kalisz jako bezpartyjny, zasiadając w Komisji Ochrony Środowiska i Zasobów Naturalnych. W 2006 bez powodzenia kandydował z listy Samorządnego Kalisza na radnego miasta.
Działacz Kaliskiego Towarzystwa Lekarskiego i Towarzystwa Rozwoju Rodziny. Otrzymał kilka odznak związanych z lecznictwem.